# 미국의 애니메이션
미국의 애니메이션은 1900년대의 무성영화 시절에서부터 시작되었다. 1906년에는 비타그래프사(Vitagraph)에서 Humorous Phases of Funny Faces를 제작하였고, 1914년 이후로는 Gertie the Dinosaur, Felix the Cat 등 더욱 복잡한 작품들이 제작되었다. 이들 무성영화로 제작된 애니메이션은 반주가 곁들여지곤 했다.
월트 디즈니사는 1928년부터 1938년 사이에 미키 마우스, 도널드 덕, 구피, 플루토 같은 유명한 만화 주인공들을 만들었다. 디즈니사가 만든 애니메이션 영화들은 내용과 디자인, 예술적인 면에서도 애니메이션산업에 많은 영향을 주었다. 세계 최초로 소리를 처음으로 사용한 애니메이션 영화 《증기선 윌리》(1928)가 ‘미키 마우스 시리즈’에서 탄생한 것이다.
1929년부터 1939년까지 디즈니사는 《실리 심포니》 연속물을 만들었고, 1937년에는 세계 최초의 장편 애니메이션 영화 《백설 공주와 일곱 난쟁이》를 만들었다. 그 밖에도 1940년에는 《피노키오》와 《환타지아》, 1942년에는 《밤비》를 만들어냈다. 1930년대와 1940년대의 애니메이션 산업은 디즈니를 비롯한 몇몇 영화사들이 좌우했다. 메트로 골드윈 메이어사에서는 윌리엄 하나와 조셉 바버라가 고양이와 쥐가 주인공으로 나오는 《톰과 제리》를 만들었으며, 유니버설사의 월터 랜츠는 토끼 오스왈드, 딱따구리 우디를 주인공으로 한 단편 애니메이션 영화를 만들었다.
1980년대에 들어서 장편 애니메이션 영화가 다시 인기를 얻기 시작했다. 1966년 디즈니가 사망한 후로 쇠퇴했던 디즈니영화사는 해마다 장편애니메이션 영화 한 편씩을 제작해 전 세계에 상영하고 있다. 영화감독 스티븐 스필버그도 1986년에 첫 애니메이션영화인 《아메리칸 테일》을 제작·개봉했으며 디즈니영화사와 합작으로 극영화와 애니메이션을 합한 《누가 로저 래빗을 모함했나》(1988)를 제작하기도 했다.
오늘날 애니메이션은 전 세계에서 제작되고 있으며 대한민국과 일본에서도 많은 사람들이 이 분야에서 일하고 있다. 1990년대에 이르러서는 컴퓨터 애니메이션과 같은 새로운 기술들이 극영화와 애니메이션영화 사이의 경계를 무너뜨렸다. 이러한 기술의 발달로 이미지를 창출하는 새로운 분야가 생겨나고 있다.

## 같이 보기
- 컴퓨터 애니메이션 영화 목록

## 참고 자료
- 이 문서에는 다음커뮤니케이션(현 카카오)에서 GFDL 또는 CC-SA 라이선스로 배포한 글로벌 세계대백과사전의 내용을 기초로 작성된 글이 포함되어 있습니다.